# Volckerův šok
Volckerův šok je termín označující pokus Paula Volckera, bývalého šéfa americké centrální banky, snížit dvojcifernou inflaci, se kterou se USA potýkaly již od konce 60. let 20. století. K její výši přispěl mj. i bývalý americký prezident Richard Nixon, který v roce 1971 vyhlásil konec zlatého standardu. To mělo za následek devalvaci amerického dolaru vůči ostatním měnám. Zvýšily se ceny za importované zboží a došlo ke zvýšení inflace.
Volckerův šok představuje tříleté období (1979-82) v americké ekonomice, během kterého záměrně docházelo k extrémní volatilitě úrokových sazeb v rámci snahy o snížení míry inflace. V dosud existující literatuře je Volckerův šok považován za velmi významnou součást vývoje mezinárodní politické ekonomie, konkrétně za „rozhodující a úspěšný posun od poválečné éry k neoliberálnímu přístupu k monetární a fiskální politice“.

## Americká ekonomika před obdobím Volckerova šoku
Paul Volcker nastoupil do funkce v roce 1979 a jeho hlavním cílem bylo právě snížení vysoké inflace, která byla mj. posílena arabským ropným embargem v roce 1973 či uvolněnou měnovou politikou. Ta byla navržena k urychlení růstu ekonomiky a způsobovala tak vyšší nárůst cen. Plán k urychlení ekonomické prosperity však nebyl úspěšný, a USA se tak ocitly uprostřed stagflace.
Během 60. a 70. let 20. století, jakožto období s vysokou nezaměstnaností, vláda zasáhla pomocí Phillipsovy křivky, aneb věřila, že pomocí zvýšené inflace se jim povede dosáhnout nižší míry nezaměstnanosti.
V 70. letech Fed v návaznosti na Phillipsovu křivku zahájil metodu tzv. "stop-go" monetární politiky, v níž se střídaly dvě fáze. Během fáze "go" Fed snižoval úrokové sazby a snažil se snížit nezaměstnanost, kdežto během fáze "stop," kdy inflace přerostla stanovená maxima, Fed úrokové sazby zvyšoval. Snažil se tedy ve střídavých intervalech bojovat jak s inflací, tak s nezaměstnaností. Princip Phillipsovy křivky, který doposud sloužil jako ověřený nástroj monetární politiky, se ukázal být v dlouhodobém měřítku neúčinný. Po druhé polovině 70. let, tedy těsně před nástupem Volckera do čela americké centrální banky, se neustále zvyšovala inflace i nezaměstnanost.

## Cesta k americké recesi
Volcker jako svou metodu pro snížení inflace zvolil extrémní navýšení úrokových sazeb. Konkrétně v roce 1980 činily úrokové sazby Fedu 20 %, což byl historický rekord. S takovouto mírou sazeb Volcker neuspěl u amerických občanů a firem. Bylo složitější si vzít půjčky, popř. hypotéky či splácet již existující dluhy. Lidé se tak snažili co nejvíce šetřit, což vedlo ke snížení poptávky, a tedy i k nárůstu nezaměstnanosti. V období Volckerova šoku se úroveň nezaměstnanosti pohybovala kolem 10%. Nejvíce postiženými byly výrobní a automobilové sektory. Ačkoliv podíl zaměstnaných v těchto sektorech činil třetinu celkového počtu zaměstnanců v USA, 90% propuštěných lidí bylo právě z těchto sektorů. Podniky přicházely o své zakázky, což se projevilo značným poklesem tržeb a celkově zápornou hodnotou amerického hrubého domácího produktu. Volcker tak Spojené státy dovedl do recese, a to rovnou dvakrát během svého prvního funkčního období. Mezi Američany se v té době stal jedním z nejméně oblíbených představitelů Fedu.

## Vliv na ostatní státy
Vysoký nárůst sazeb v USA měl za následek i zvýšení nárůstu úrokových sazeb u evropských centrálních bank. Nejenže byl Volckerův šok zásadním obratem v monetární politice Spojených států, nýbrž ovlivnil i hlavní ekonomické mocnosti a rozvojové země. Dokazuje to mj. i mexická ekonomická krize či zvýšená neschopnost tzv. zemí třetího světa postupně splácet dluhy. Úroky, které rozvojové země měly zaplatit, v roce 1980 vzrostly o 45 % a o rok později o 65 %.

## Konsekvence
Volckerův šok nakonec splnil svůj účel, ačkoliv přinesl mnohé komplikace do budoucí americké ekonomiky. V roce 1982 se Volckerovi úspěšně podařilo snížit inflaci na 3 %. Zavedené vysoké úrokové sazby podpořily revalvaci dolaru a přiměly zahraniční investory vložit své peníze do amerických aktiv, zvláště do akciového trhu. Kapitál z fixních aktiv se tedy začal přesouvat do finančních aktiv (akcie, dluhopisy…). Došlo ke značným ztrátám pracovních pozic ve výrobních závodech a naopak k navýšení platů zaměstnanců ve finančním sektoru. Spolu s tím se zvýšila i poptávka po službách.